# جوانا بوندسين
جوانا بوندسين (بالسويدية: Johanna Bundsen) مواليد 3 يونيو 1991 في السويد، هي لاعبة كرة يد سويدية تلعب كحارس مرمى. مثلت منتخب السويد لكرة اليد للسيدات. شاركت في دورة الألعاب الأولمبية الصيفية سنة 2016. حققت المركز الثالث في بطولة أوروبا لكرة اليد للسيدات 2014.

## سجل المنافسة
شاركت في البطولات التالية:
- الألعاب الأولمبية الصيفية 2016
- بطولة العالم لكرة اليد للسيدات 2015
- بطولة أوروبا لكرة اليد للسيدات 2014
- بطولة أوروبا لكرة اليد للسيدات 2016

## الميداليات
| الميدالية | المسابقة                            |
| --------- | ----------------------------------- |
| برونزية   | بطولة أوروبا لكرة اليد للسيدات 2014 |

## روابط خارجية
- جوانا بوندسين على موقع الاتحاد الدولي لكرة اليد (الإنجليزية)
- جوانا بوندسين على موقع الاتحاد الأوروبي لكرة اليد (الإنجليزية)
- جوانا بوندسين على موقع اللجنة الأولمبية الدولية (الإنجليزية)
- جوانا بوندسين على موقع أوليمبيديا (الإنجليزية)
- جوانا بوندسين على موقع اللجنة الأولمبية السويدية (السويدية)